# Park Hotel (Hyères)
Le Park Hotel est un édifice du XIXe siècle situé à Hyères, dans le département français du Var.

## Historique
Le Park Hotel ou le Grimm’s Park Hotel se situe dans le var à Hyères au 16, avenue de Belgique (autrefois boulevard des Palmiers) à l'emplacement des anciens jardins du Roi. Par l'avenue Aristide-Briand, l'édifice se situe dans l'axe de la place Clemenceau.

### Maison Filhe-Farnous
À l’origine, existait sur les lieux une bastide de la fin du XVIIIe siècle, dite maison Filhe-Farnous. Cette remarquable demeure avait été transformée en maison de plaisance par un ancien officier de cavalerie de Louis XVI.
Le maire d'Hyères, pendant les Cent-Jours, Jean-Baptiste Filhe, a ainsi pu recevoir dans ses murs des personnalités célèbres tels que la princesse Pauline Borghèse (décembre 1812 à février 1813), le maréchal Gouvion-Saint-Cyr (qui y meurt le 17 mars 1830), la reine douairière d'Espagne Marie-Christine (1863-1864) ainsi que la reine Emma des îles Sandwich et sa cour (1865-1866).

### Park Hotel
L’architecte Joseph Gasquet a remanié totalement cette ancienne maison en un palace d'architecture néo-classique élevé de trois étages. Son ouverture est réalisée en 1866 pour un ensemble immobilier de 80 chambres et de 20 salons.

### Archives municipales et Office du tourisme
Le bâtiment a été probablement agrandi avant 1925, date à laquelle est construit le restaurant actuellement occupé par l'office de tourisme de la commune. Il est racheté par la ville en 1934. C'est actuellement toujours un établissement administratif communal, puisque les Archives municipales ont intégré le Park Hotel en 1983. La salle d'audio-visuel du Park Hotel porte le nom de Benoîte Groult.

## Architecture
Il convient d’opérer un distinguo entre le côté sud (avenue Jean-Jaurès), partie jardin, qui offre une façade d'un grand classicisme, et le côté nord, qui s'ouvre sur l'avenue de Belgique en présentant une façade ordonnancée animée par le jeu des deux ailes latérales, rythmée par des pilastres corinthiens (décor végétal et garde-corps en ferronnerie).
Vers 1925, le Grimm’s Park Hotel, devenu le Park Hotel, se dote d’une élégante rotonde pour un usage de restaurant, couverte d'un dôme à verrière zénithale, et dont l’entrée est abritée par une marquise légère qui marquait l’entrée du restaurant. Puis, il convient de remarquer sur la façade, côté avenue Maréchal-Foch, les tableaux de gypserie représentant des putti jouant avec des guirlandes de fleurs.

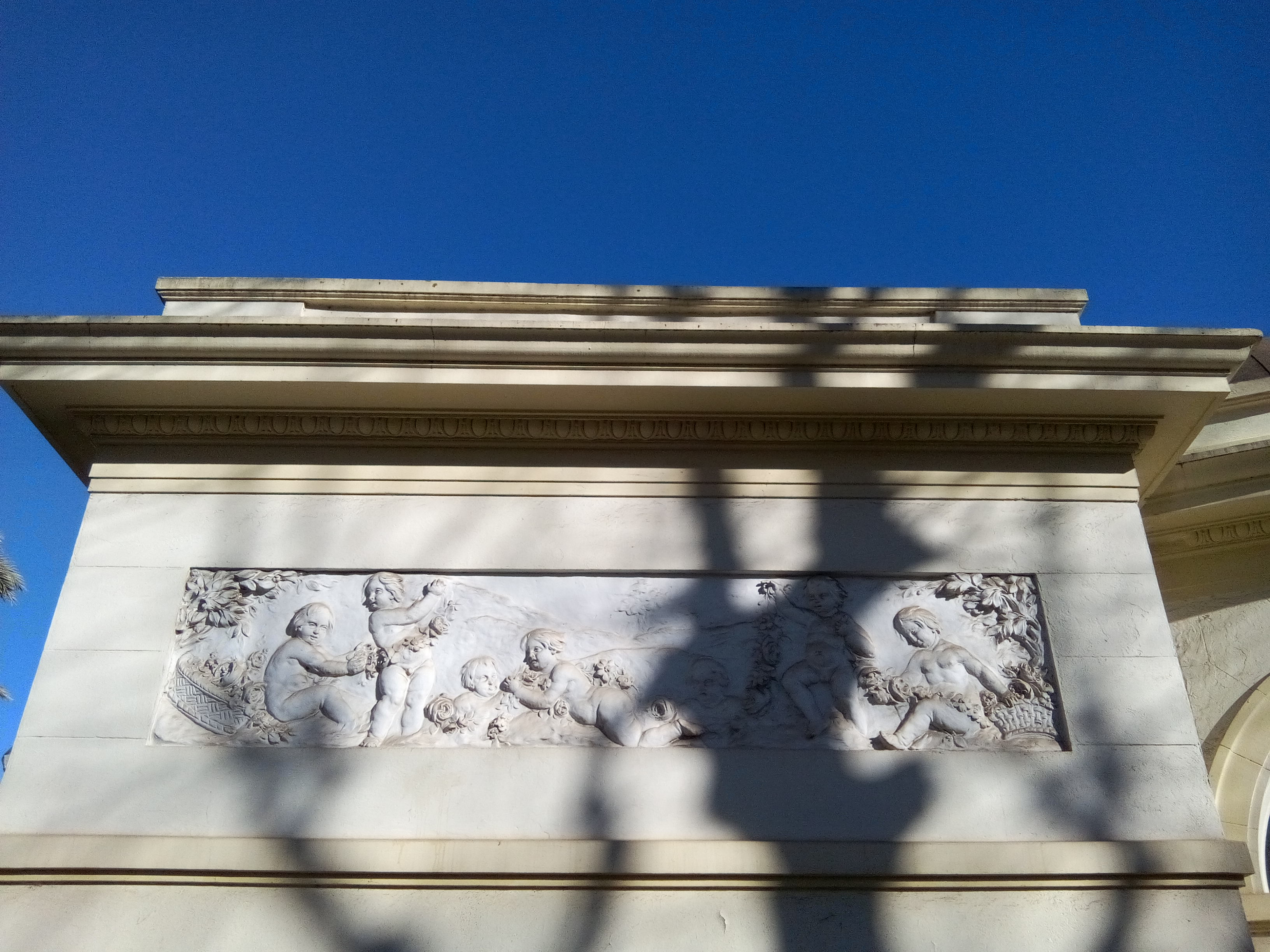
Détails d'une frise de la rotonde représentant des putti jouant avec des guirlandes de fleurs.
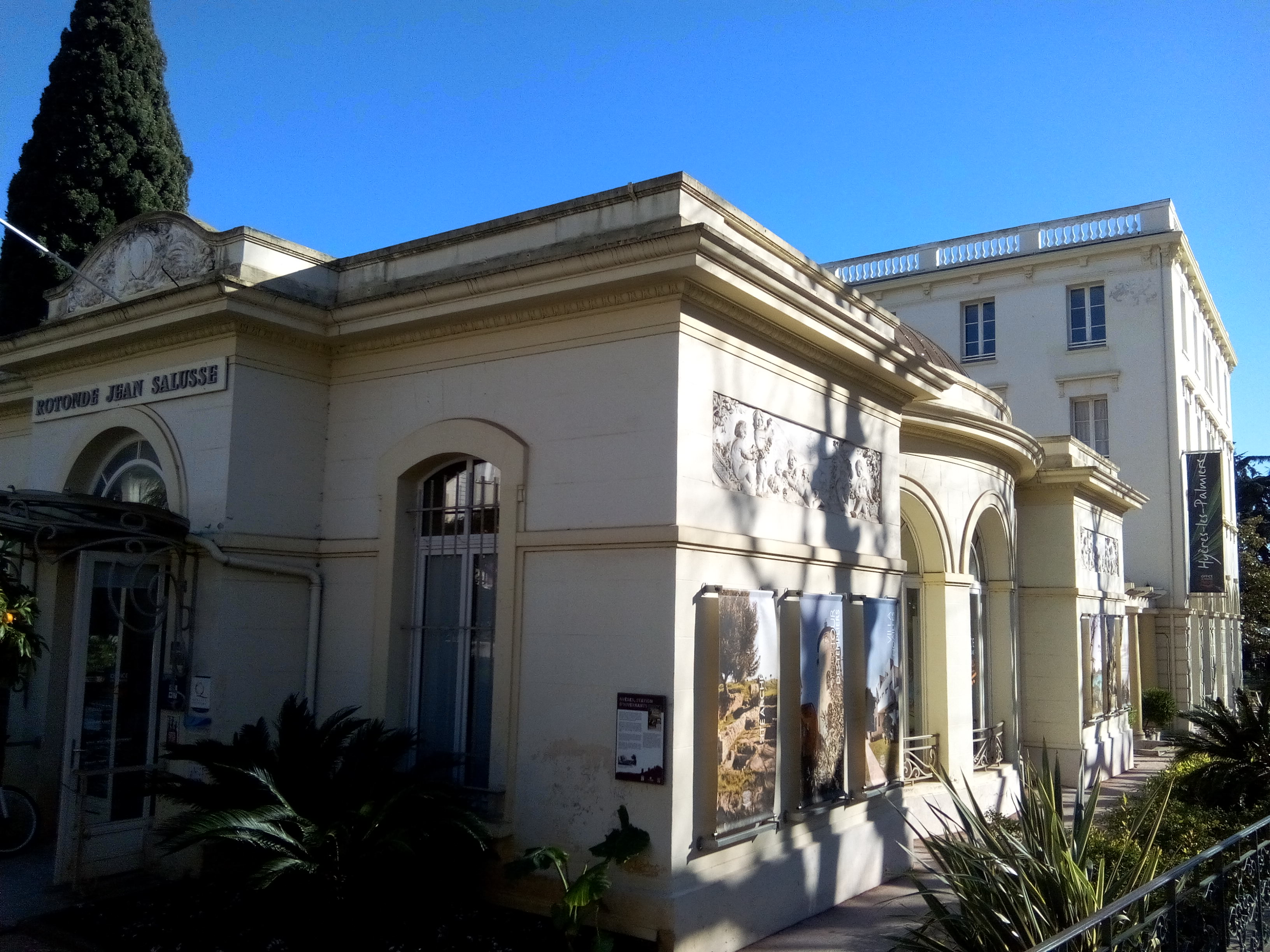
Rotonde.